# Heinrich Haupt (Diplomat)
Heinrich Haupt (* 2. Juli 1954 in Koblenz) ist ein deutscher Diplomat im Ruhestand. Er war unter anderem von 2012 bis 2016 Botschafter in El Salvador.

## Leben
Nach dem Besuch von Schulen in Deutschland und den USA absolvierte Haupt zwischen 1973 und 1975 seinen Wehrdienst bei der Bundeswehr und wurde Reserveoffizier. 1975 begann er ein Studium der Rechtswissenschaften an der Johannes Gutenberg-Universität Mainz sowie später an der Universität Genf, das er 1980 mit dem Ersten juristischen Staatsexamen abschloss. Nach dem darauf folgenden Referendariat am Oberlandesgericht Koblenz legte er 1984 das Zweite juristische Staatsexamen ab.
Im Anschluss trat er 1984 in den Auswärtigen Dienst ein und fand nach der Attachéausbildung sowie der Laufbahnprüfung für den höheren Dienst 1986 zuerst Verwendung als Referent für Internationales Zivilrecht in der Zentrale des Auswärtigen Amtes sowie von 1987 bis 1990 an der Botschaft in der SFR Jugoslawien als Referent für Menschenrechte, Rechts- und Konsularfragen. Nachdem er zwischen 1990 und 1992 Ständiger Vertreter des Botschafters in Nicaragua war, kehrte er ins Auswärtige Amt zurück und war dort bis 1994 Referent für Zentralamerika, ehe er 1994 zeitweilig Politischer Berater des Leiters der EU-Beobachtermission im ehemaligen Jugoslawien war.
1995 wurde Haupt Leiter der Presseabteilung an der Botschaft in Spanien und war danach von 1997 bis 2001 stellvertretender Referatsleiter für Konventionelle Rüstungskontrolle und Abrüstung im Auswärtigen Amt. Nachdem er zwischen 2001 und 2002 als Leiter der OSZE-Mission in Kasachstan im Range eines Botschafters fungierte, arbeitete er zwischen 2002 und 2005 an der Ständigen Vertretung Deutschlands bei den Vereinten Nationen in New York City als Beauftragter für Terrorismusbekämpfung.
Nach einer vorübergehenden Tätigkeit als Leiter der Außenstelle der Botschaft in Indonesien in Aceh, wo er zugleich Koordinator der Humanitären Hilfe für die Opfer des Tsunami vom 26. Dezember 2004 war, war er zwischen 2005 und 2006 stellvertretender Leiter des Arbeitsstabs Post-tsunami-Hilfe im Auswärtigen Amt in Berlin. Daraufhin war Haupt von 2006 bis 2008 im Auswärtigen Amt Leiter des Referats für Konventionelle Rüstungskontrolle und Abrüstung sowie im Anschluss bis 2012 Gesandter an der Ständigen Vertretung beim Europarat in Straßburg.
Im Juli 2012 wurde Haupt als Nachfolger des in den Ruhestand getretenen Christian Stocks Botschafter der Bundesrepublik Deutschland in der Republik El Salvador. Dort wurde er 2016 von Bernd Finke abgelöst. Bis zum Eintritt in den Ruhestand arbeitete Haupt dann als stellvertretender Leiter der Ständigen Vertretung Deutschlands bei der OSZE.